# 핌리코행 여권
《핌리코행 여권》(영어: Passport to Pimlico)은 영국에서 제작된 헨리 코닐리어스 감독의 1949년 코미디 영화이다. 스탠리 홀러웨이 등이 출연하였다.

## 출연진
- 스탠리 홀러웨이
- 베티 워런
- 바버라 머리
- 존 슬레이터
- 제인 힐턴
- 레이먼드 헌틀리
- 허마이어니 배들리
- 마거릿 러더퍼드
- 논턴 웨인
- 배질 래드퍼드